# Тарнувка (гміна Клодава)
Тарнувка (пол. Tarnówka) — село в Польщі, у гміні Клодава Кольського повіту Великопольського воєводства.
У 1975-1998 роках село належало до Конінського воєводства.